# Jules Duchesne
Jules Charles Gérard Léon Duchesne (né le 1er décembre 1911 à Seraing et mort à Liège le 22 octobre 1984) est un chimiste belge spécialisé en spectroscopie moléculaire. Il reçoit le prix Francqui en 1961.
Il est inhumé au Cimetière de Robermont à Liège.